# 奥井眞生
奥井眞生（おくい まお、1995年9月8日‐）は、日本のレスリング選手。自衛隊体育学校所属。167cm。和歌山県西牟婁郡上富田町出身。弟は同じくレスリング選手の奥井眞吉（奥井真吉、日本体育大学柏高等学校 - 国士舘大学）。

## 略歴
和歌山の熊野路ジュニア教室でレスリングをはじめ、和歌山県立和歌山工業高等学校から国士舘大学へと進み、2014年に全日本学生レスリング選手権大会において、史上2人目となる1年生で両スタイル王者に輝いた。その後自衛隊に進む。